# Psittaculidae
Gli Psittaculidi (Psittaculidae Vigors, 1825) sono una famiglia di uccelli dell'ordine Psittaciformes, diffusi in Africa, Asia e Oceania.

## Tassonomia
La famiglia comprende 192 specie, recentemente segregate dalla famiglia Psittacidae di cui facevano parte, e raggruppate in sette sottofamiglie.

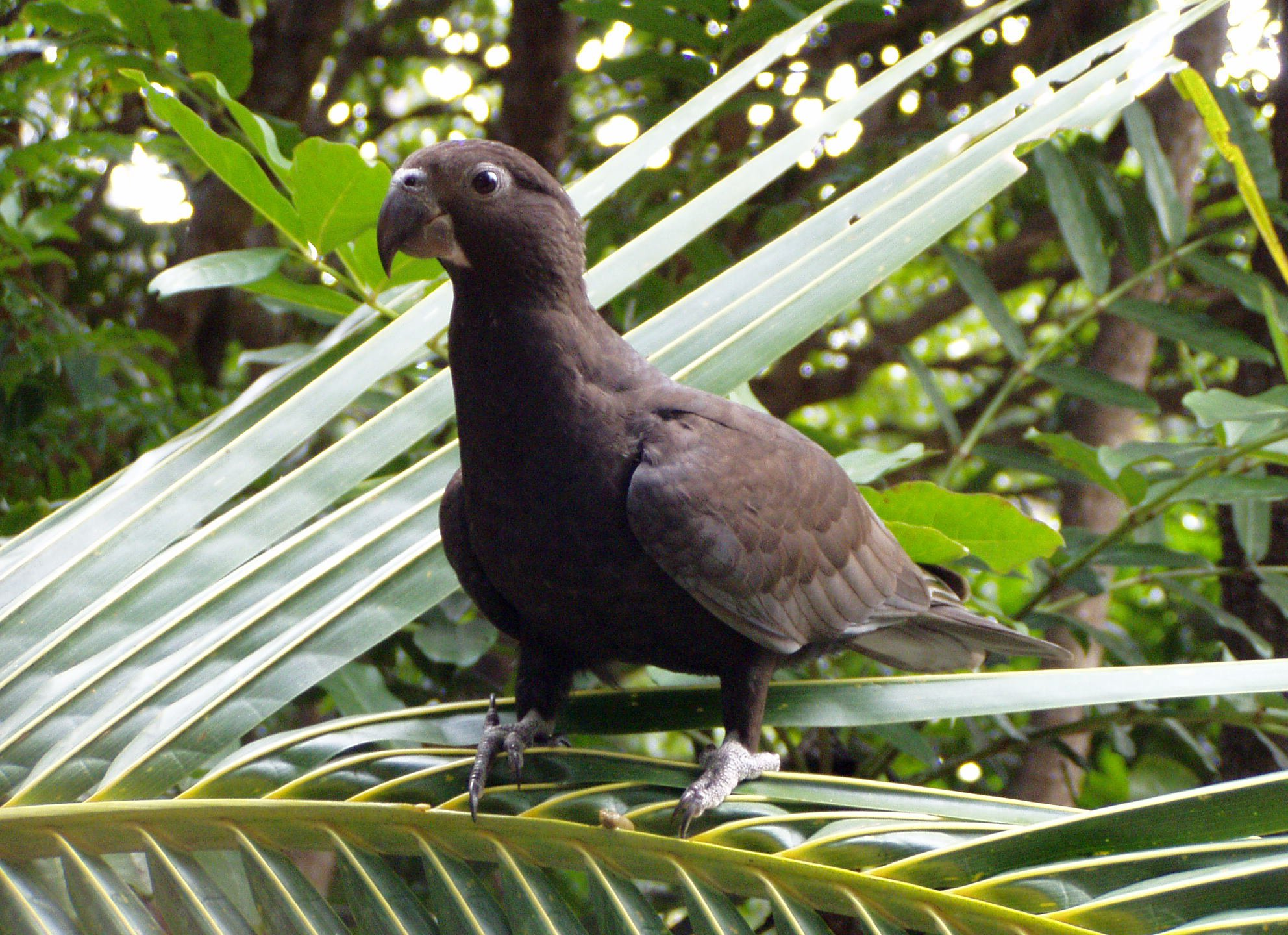
Coracopsis vasa

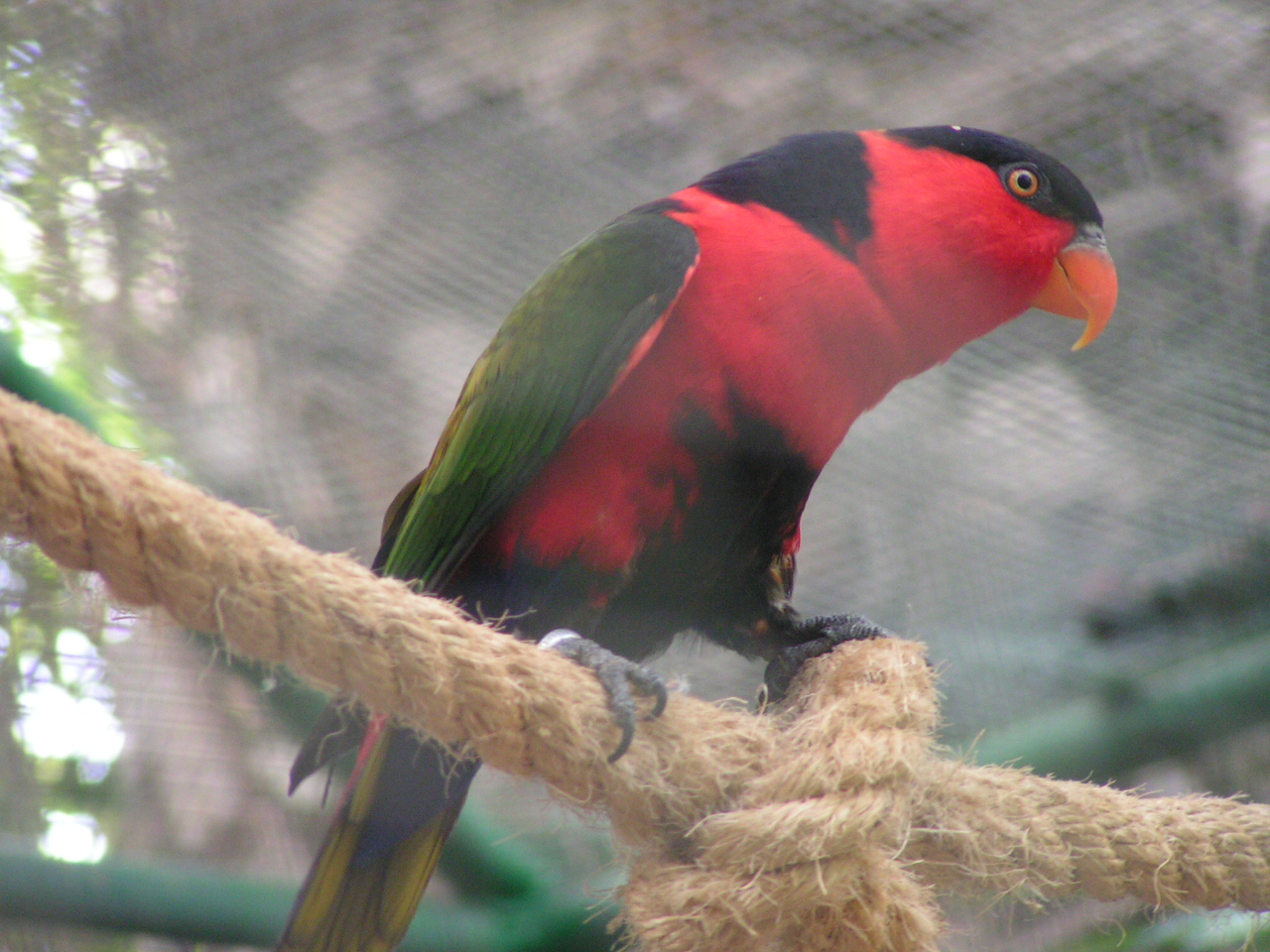
Lorius lory

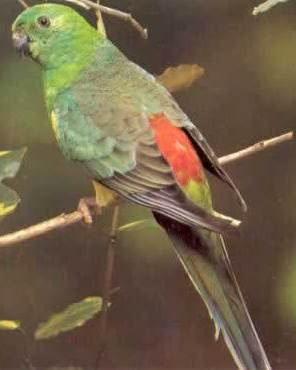
Psephotus haematonotus

- Sottofamiglia Psittrichasinae von Boetticher, 1959
  - Genere Psittrichas Lesson, 1831 (1 sp.)
- Sottofamiglia Coracopseinae Joseph, Toon, Schirtzinger, Wright & Schodde, 2012
  - Genere Coracopsis Wagler, 1832, 1832 (3 spp.)
  - Genere Mascarinus Lesson, 1831 (1 sp.†)
- Sottofamiglia Platycercinae Selby, 1836, 
  - Tribù Pezoporini Bonaparte, 1837
    - Genere Neopsephotus Mathews, 1912 (1 sp.)
    - Genere Neophema Salvadori, 1891 (6 spp.)
    - Genere Pezoporus Illiger, 1811 (3 spp.)

  - Tribù Platycercini
    - Genere Prosopeia Bonaparte, 1854 (3 spp.)
    - Genere Eunymphicus Peters, 1937 (2 spp.)
    - Genere Cyanoramphus Bonaparte, 1854(12 spp.)
    - Genere Platycercus Vigors, 1825 (6 spp.)
    - Genere Barnardius Bonaparte, 1854 (1 sp.)
    - Genere Purpureicephalus Bonaparte, 1854 (1 sp.)
    - Genere Lathamus Lesson, 1830 (1 sp.)
    - Genere Northiella Mathews, 1912 (2 sp.)
    - Genere Psephotus Gould, 1845 (1 spp.)
    - Genere Psephotellus Mathews, 1913 (4 sp.)
- Sottofamiglia Psittacellinae Joseph, Toon, Schirtzinger, Wright & Schodde, 2012
  - Genere Psittacella Schlegel, 1871 (4 spp.)
- Sottofamiglia Loriinae Selby, 1836
  - Tribù Loriini Selby, 1836
    - Genere Chalcopsitta Bonaparte, 1850 (3 spp.)
    - Genere Eos Wagler, 1832 (6 spp.)
    - Genere Pseudeos Peters, 1935 (2 sp.)
    - Genere Trichoglossus Stephens, 1826 (13 spp.)
    - Genere Psitteuteles Bonaparte, 1854 (3 spp.)
    - Genere Lorius Vigors, 1825 (6 spp.)
    - Genere Phigys Gray, 1870 (1 sp.)
    - Genere Vini Lesson, 1833 (5 spp.)
    - Genere Glossopsitta Bonaparte, 1854 (1 spp.)
    - Genere Parvipsitta Mathews, 1916 (2 spp.)
    - Genere Charmosyna Wagler, 1832 (14 spp.)
    - Genere Oreopsittacus Salvadori, 1877 (1 sp.)
    - Genere Neopsittacus Salvadori, 1875 (2 spp.)

  - Tribù Melopsittacini Bonaparte, 1857
    - Genere Melopsittacus Gould, 1840 (1 sp.)

  - Tribù Cyclopsittini Salvadori, 1891
    - Genere Cyclopsitta Reichenbach, 1850 (2 spp.)
    - Genere Psittaculirostris J.E.Gray & G.R.Gray, 1859 (3 spp.)
- Sottofamiglia Agapornithinae Salvin, 1882
  - Genere Agapornis Selby, 1836 (9 spp.)
  - Genere Loriculus Blyth, 1850 (14 spp.)
  - Genere Bolbopsittacus Salvadori, 1891 (1 sp.)
- Sottofamiglia Psittaculinae Vigors, 1825
  - Tribù Polytelini Mathews, 1916
    - Genere Alisterus Mathews, 1911 (3 spp.)
    - Genere Aprosmictus Gould, 1842 (2 spp.)
    - Genere Polytelis Wagler, 1832 (3 spp.)

  - Tribù Psittaculini
    - Genere Psittinus Blyth, 1842 (1 sp.)
    - Genere Geoffroyus Bonaparte, 1850 (3 spp.)
    - Genere Prioniturus Wagler, 1832 (10 spp.)
    - Genere Tanygnathus Wagler, 1832 (4 spp.)
    - Genere Eclectus Wagler, 1832 (1 sp.)
    - Genere Psittacula Cuvier, 1800 (16 spp.)
    - Genere Lophopsittacus Newton, 1875 (1 sp.†)
    - Genere Necropsittacus Milne-Edwards, 1873 (1 sp.†)

  - Tribù Micropsittini Mathews, 1927
    - Genere Micropsitta Lesson, 1831 (6 spp.)

## Distribuzione e habitat
Gli Psittaculidi sono ampiamente diffusi nel Vecchio Mondo: il loro areale si estende dall'Africa, all'Asia, sino all'Australia e alle isole del Pacifico meridionale.

### Colonie "aliene" negli habitat urbani europei
Importati in Europa da quasi cinque secoli, alcune specie di pappagalli si sono ormai stabilite in vere e proprie colonie nelle metropoli o nelle campagne adiacenti. La specie di Psittaculide che più frequentemente è dato osservare in Europa è il parrocchetto dal collare indiano (Psittacula krameri manillensis), originario del subcontinente indiano.
Anche in Italia sono presenti colonie di pappagalli all'interno di spazi urbani: i parrocchetti dal collare da anni nidificano nei numerosi giardini e parchi di Roma e di Genova, nell'orto botanico di Palermo e in alcune zone residenziali di Cagliari. Più sorprendenti, visto il clima così diverso dal loro habitat naturale, sono le colonie di parrocchetti indiani stabilitesi a Londra e nella contea del Surrey, e anche nei Paesi Bassi (sono infatti presenti all'interno del Vondelpark di Amsterdam).